# Ronde van Italië 1934
| Eindklassement      |                      |              |
| Algemeen klassement | Learco Guerra        | 121h 17' 17" |
| Tweede              | Francesco Camusso    | + 0' 51"     |
| Derde               | Giovanni Cazzulani   | + 4' 59"     |
| Vierde              | Giuseppe Olmo        | + 5' 39"     |
| Vijfde              | Giovanni Gotti       | + 8' 01"     |
| Zesde               | Remo Bertoni         | + 15' 30"    |
| Zevende             | Domenico Piemontesi  | + 15' 30"    |
| Achtste             | Adriano Vignoli      | + 24' 46"    |
| Negende             | Luigi Giacobbe       | + 25' 58"    |
| Tiende              | Luigi Barral         | + 33' 18"    |
| (Bel)               | Jef Demuysere (11e)  | + 34' 13"    |
| Rode Lantaarn       | Attilio Pavesi (52e) | + 6h 45' 31" |
| Bergklassement      | Remo Bertoni         | ... punten   |
| Tweede              | Luigi Barral         | ... punten   |
| Derde               | Félicien Vervaecke   | ... punten   |
| Ploegenklassement   | Gloria               | ...h ..' .." |
| Tweede              | ...                  | -            |
| Derde               | ...                  | -            |

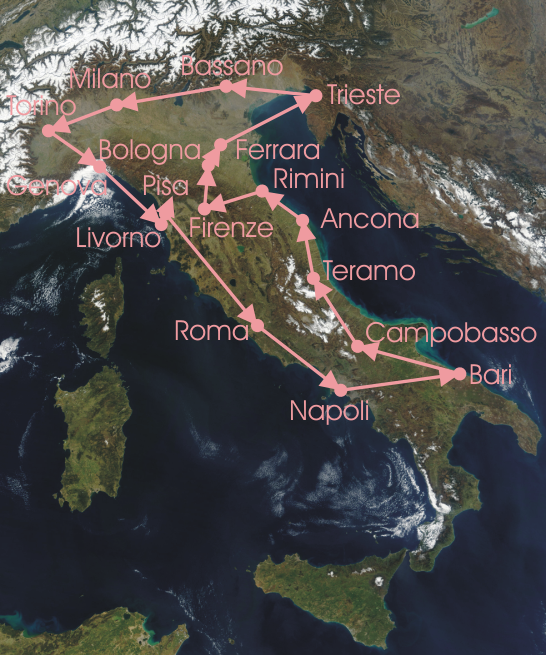
Ronde van Italië 1934

In 1934 ging de 22e Giro d'Italia op 19 mei van start in Milaan en eindigde op 10 juni in Milaan. Er stonden 105 renners verdeeld over 8 ploegen aan de start. Deze ronde werd gewonnen door de Italiaan Learco Guerra.
- Aantal ritten: 17
- Totale afstand: 3706 km
- Gemiddelde snelheid: 30,548 km/h
- Aantal deelnemers: 105

## Belgische en Nederlandse prestaties
In totaal namen er 6 Belgen en 0 Nederlanders deel aan de Giro van 1934.

### Belgische etappezeges
- Félicien Vervaecke won de 8e etappe van Bari naar Campobasso.

### Nederlandse etappezeges
- In 1934 was er geen Nederlandse etappezege.

## Etappe-uitslagen
| Datum   | Etappe    | Parcours                    | Afstand  | Eerste                   | Tweede                   | Derde                     | Klassementsleider       |
| ------- | --------- | --------------------------- | -------- | ------------------------ | ------------------------ | ------------------------- | ----------------------- |
| 19 mei  | etappe 1  | Milaan - Turijn             | 169 km   | Francesco Camusso (Ita)  | Giuseppe Olmo (Ita)      | Learco Guerra (Ita)       | Francesco Camusso (Ita) |
| 20 mei  | etappe 2  | Turijn - Genua              | 206 km   | Learco Guerra (Ita)      | Alfredo Binda (Ita)      | Remo Bertoni (Ita)        | Francesco Camusso (Ita) |
| 22 mei  | etappe 3  | Genua - Livorno             | 220,5 km | Learco Guerra (Ita)      | Giuseppe Olmo (Ita)      | Alfredo Binda (Ita)       | Francesco Camusso (Ita) |
| 23 mei  | etappe 4  | Livorno - Pisa (tijdrit)    | 45 km    | Learco Guerra (Ita)      | Giuseppe Olmo (Ita)      | Domenico Piemontesi (Ita) | Learco Guerra (Ita)     |
| 24 mei  | etappe 5  | Pisa - Rome                 | 333 km   | Learco Guerra (Ita)      | Nino Sella (Ita)         | Domenico Piemontesi (Ita) | Learco Guerra (Ita)     |
| 26 mei  | etappe 6  | Rome - Napels               | 228 km   | Learco Guerra (Ita)      | Giuseppe Olmo (Ita)      | Ettore Meini (Ita)        | Learco Guerra (Ita)     |
| 27 mei  | etappe 7  | Napels - Bari               | 339 km   | Adriano Vignoli (Ita)    | Ettore Meini (Ita)       | Bernardo Rogora (Ita)     | Learco Guerra (Ita)     |
| 29 mei  | etappe 8  | Bari - Campobasso           | 245 km   | Félicien Vervaecke (Bel) | Luigi Giacobbe (Ita)     | Enrico Mara (Ita)         | Giuseppe Olmo (Ita)     |
| 30 mei  | etappe 9  | Campobasso - Teramo         | 283 km   | Learco Guerra (Ita)      | Remo Bertoni (Ita)       | Giovanni Cazzulani (Ita)  | Learco Guerra (Ita)     |
| 31 mei  | etappe 10 | Teramo - Ancona             | 214 km   | Learco Guerra (Ita)      | Giuseppe Olmo (Ita)      | Francesco Camusso (Ita)   | Learco Guerra (Ita)     |
| 2 juni  | etappe 11 | Ancona - Rimini             | 213 km   | Learco Guerra (Ita)      | Domenico Piemontesi(Ita) | Giuseppe Olmo (Ita)       | Learco Guerra (Ita)     |
| 3 juni  | etappe 12 | Rimini - Florence           | 176 km   | Learco Guerra (Ita)      | Giuseppe Olmo (Ita)      | Francesco Camusso (Ita)   | Learco Guerra (Ita)     |
| 4 juni  | etappe 13 | Florence - Bologna          | 120 km   | Giuseppe Olmo (Ita)      | Remo Bertoni (Ita)       | Giovanni Cazzulani (Ita)  | Francesco Camusso (Ita) |
| 6 juni  | etappe 14 | Bologna - Ferrara (tijdrit) | 59 km    | Learco Guerra (Ita)      | Giuseppe Olmo (Ita)      | Antonio Andretta (Ita)    | Learco Guerra (Ita)     |
| 7 juni  | etappe 15 | Ferrara - Triëst            | 273 km   | Fabio Battesini (Ita)    | Antonio Andretta (Ita)   | Giuseppe Olmo (Ita)       | Learco Guerra (Ita)     |
| 8 juni  | etappe 16 | Triëst - Bassano del Grappa | 273 km   | Giuseppe Olmo (Ita)      | Ettore Meini (Ita)       | Domenico Piemontesi (Ita) | Learco Guerra (Ita)     |
| 10 juni | etappe 17 | Bassano del Grappa - Milaan | 315 km   | Giuseppe Olmo (Ita)      | Ettore Meini (Ita)       | Isidore Piubellini (Ita)  | Learco Guerra (Ita)     |

 winnaars · 
roze trui · 
  puntenklassement · 
  bergklassement · 
 jongerenklassement · 
 intergiro · 
 ploegenklassement · 
 strijdlust · 
 zwarte trui
Giro d'Italia Next Gen · Giro Donne · Cima Coppi
 Belgische rozetruidragers · etappewinnaars
 Nederlandse rozetruidragers · etappewinnaars
Mannen:
1909 · 
1910 · 
1911 · 
1912 · 
1913 · 
1914 · 
1919 · 
1920 · 
1921 · 
1922 · 
1923 · 
1924 · 
1925 · 
1926 · 
1927 · 
1928 · 
1929 · 
1930 · 
1931 · 
1932 · 
1933 · 
1934 · 
1935 · 
1936 · 
1937 · 
1938 · 
1939 · 
1940 · 
1946 · 
1947 · 
1948 · 
1949 · 
1950 · 
1951 · 
1952 · 
1953 · 
1954 · 
1955 · 
1956 · 
1957 · 
1958 · 
1959 · 
1960 · 
1961 · 
1962 · 
1963 · 
1964 · 
1965 · 
1966 · 
1967 · 
1968 · 
1969 · 
1970 · 
1971 · 
1972 · 
1973 · 
1974 · 
1975 · 
1976 · 
1977 · 
1978 · 
1979 · 
1980 · 
1981 · 
1982 · 
1983 · 
1984 · 
1985 · 
1986 · 
1987 · 
1988 · 
1989 · 
1990 · 
1991 · 
1992 · 
1993 · 
1994 · 
1995 · 
1996 · 
1997 · 
1998 · 
1999 · 
2000 · 
2001 · 
2002 · 
2003 · 
2004 · 
2005 · 
2006 · 
2007 · 
2008 · 
2009 · 
2010 · 
2011 · 
2012 · 
2013 · 
2014 · 
2015 · 
2016 · 
2017 · 
2018 · 
2019 · 
2020 · 
2021 · 
2022 · 
2023 · 
2024 · 
2025
Vrouwen:
1988 · 
1989 · 
1990 · 
1991 ·
1992 ·
1993 · 
1994 · 
1995 · 
1996 · 
1997 · 
1998 · 
1999 · 
2000 · 
2001 · 
2002 · 
2003 · 
2004 · 
2005 · 
2006 · 
2007 · 
2008 · 
2009 · 
2010 · 
2011 · 
2012 ·
2013 · 
2014 ·
2015 ·
2016 ·
2017 ·
2018 ·
2019 ·
2020 ·
2021 ·
2022 ·
2023 ·
2024 ·
2025